# Spinther australiensis
Spinther australiensis is een borstelworm uit de familie Spintheridae. Het lichaam van de worm bestaat uit een kop, een cilindrisch, gesegmenteerd lichaam en een staartstukje. De kop bestaat uit een prostomium (gedeelte voor de mondopening) en een peristomium (gedeelte rond de mond) en draagt gepaarde aanhangsels (palpen, antennen en cirri).
Spinther australiensis werd in 1913 voor het eerst wetenschappelijk beschreven door Augener.